# Monte Grighine
Il monte Grighine è una montagna della provincia di Oristano.
I comuni che gravitano alla falde del monte Grighine sono Allai, Ruinas, Villaurbana, Siamanna, Siapiccia e Fordongianus.